# Dayo António
Dayo Domingos António (ur. 20 sierpnia 1988 w Dondo) – mozambicki piłkarz grający na pozycji napastnika. Od 2022 jest zawodnikiem klubu UD Songo.

## Kariera klubowa
Swoją karierę piłkarską António rozpoczął w klubie Ferroviário Beira. W sezonie 2014 zadebiutował w jego barwach w pierwszej lidze mozambickiej. W debiutanckim sezonie zdobył z nim Puchar Mozambiku. W latach 2014–2016 był zawodnikiem AS Vita Club z Demokratycznej Republiki Konga. W sezonie 2014/2015 wywalczył mistrzostwo, a w sezonie 2015/2016 wicemistrzostwo tego kraju. W latach 2016–2021 ponownie grał w Ferroviário Beira. W 2016 roku został mistrzem, a w 2021 wicemistrzem Mozambiku. W 2022 przeszedł do UD Songo. W sezonie 2022 wywalczył mistrzostwo Mozambiku.

## Kariera reprezentacyjna
W reprezentacji Mozambiku António zadebiutował 9 października 2016 w przegranym 0:2 towarzyskim meczu z Togo, rozegranym w Lomé.